# 12-я Славонская дивизия
12-я Славонская дивизия (сербохорв. 12. (dvanaesta) slavonska divizija NOVJ / 12. (дванаеста) славонска дивизиjа НОВJ) — соединение Народно-освободительной армии Югославии (НОАЮ) в годы Второй мировой войны. Успешно вела боевые действия в период с января 1943 года по май 1945 года преимущественно в стратегически важной области НГХ — Славонии, проводя диверсии, засады, рейды и атаки на немецко-усташско-домобранские гарнизоны, вплоть до участия в сложных операциях на уровне 6-го Славонского корпуса. За боевые заслуги была удостоена 10 октября 1944 года звания «ударной». В составе дивизии сражались свыше 400 граждан СССР.

## История
Сформирована 30 декабря 1942 года как 4-я дивизия Главного штаба народно-освободительной армии и партизанских отрядов Хорватии. 9 мая 1943 года получила название 12-й дивизии НОАЮ. В состав дивизии входили 12-я Славонская, 16-я Молодёжная имени Йожи Влаховича, 17-я Славонская бригады, насчитывавшее около 2700 человек. 17 мая 1943 года передана под командование 6-го Славонского корпуса НОАЮ.
Дивизия была известна своей активной боевой деятельностью в Славонии. Она отвлекала на себя значительные силы немцев и хорватских коллаборационистов, устраивала диверсии и засады, организовывала нападения на гарнизоны войск стран Оси и участвовала в сложных операциях, проводимых 6-м корпусом.
9 марта 1943 года в дивизию вошла 18-я Славонская бригада (пребывала здесь до 28 июля 1944 года). 3 ноября 1943 года состав дивизии покинули 12-я и 16-я бригады, а их место заняли 25-я Бродская бригада и 1-я Чехословацкая бригада имени Яна Жижки.
Организационная структура дивизии неоднократно изменялась в 1944 году. 4 февраля 25-я Бродская бригада была переведена в 28-ю Славонскую дивизию. 5 марта в состав 12-й дивизии включили Осиекскую бригаду. 17 мая 1944 года в дивизию вернулась 12-я Славонская ударная бригада. Последней пополнила дивизию 4-я бригада, сформированная 28 сентября 1944 года.
Командный состав дивизии с мая 1944 года по март 1945 года нёс значительные потери: за этот период в боях погибли дивизионные командиры Никола Демоня и Милан Станивукович, были убиты восемь командиров бригад (Никола Милянович, Иван Сенюк, Миливое Бабаца-Обилича, Милан Бобич, Йован Маринкович, Йосип Ружичка, Антон Долежал и Урош Попара), четыре политических комиссара и заместитель командира бригады. Из командиров войну пережили Душан Пекич, Петар Драпшин и Джуро Дулич.
За свои заслуги 10 октября 1944 года дивизия получила почётное наименование «ударной». К этому времени в её состав входили 12-я Славонская и Осиекская ударные бригады, 4-я бригада и 1-я Чехословацкая бригада им. Яна Жижки. По состоянию на 1 декабря 1944 года насчитывала 6294 человек; на 15 января 1945 года — 6367 человек; на 1 мая 1945 года — 5228 человек.
Большинство советских бойцов дивизии приходилось на Осиекскую бригаду. В мае 1944 года здесь была сформирована «русская» рота, а в августе — батальон. На 1 октября 1944 года в 12-й дивизии числилось 237 советских бойцов, распределенных по следующим подразделениям: Осиекская ударная бригада — 199 чел., 12-я ударная бригада — 14 чел., Чехословацкая — 5 чел., 4-я бригада — 6 чел., кавалерийский дивизион — 13 чел. По состоянию на 31 декабря 1944 года бойцами дивизии были 291 советских граждан, 49 из них занимали командирские должности. В январе 1945 года начался организованный процесс перехода советских граждан — бойцов дивизии в расположение Красной армии.

## Память
В 1952 году в Загребе был издан альбом «Slavonija u borbi: 1941—1945» с разделом, посвящённым 12-й Славонской ударной дивизии.

## Галерея

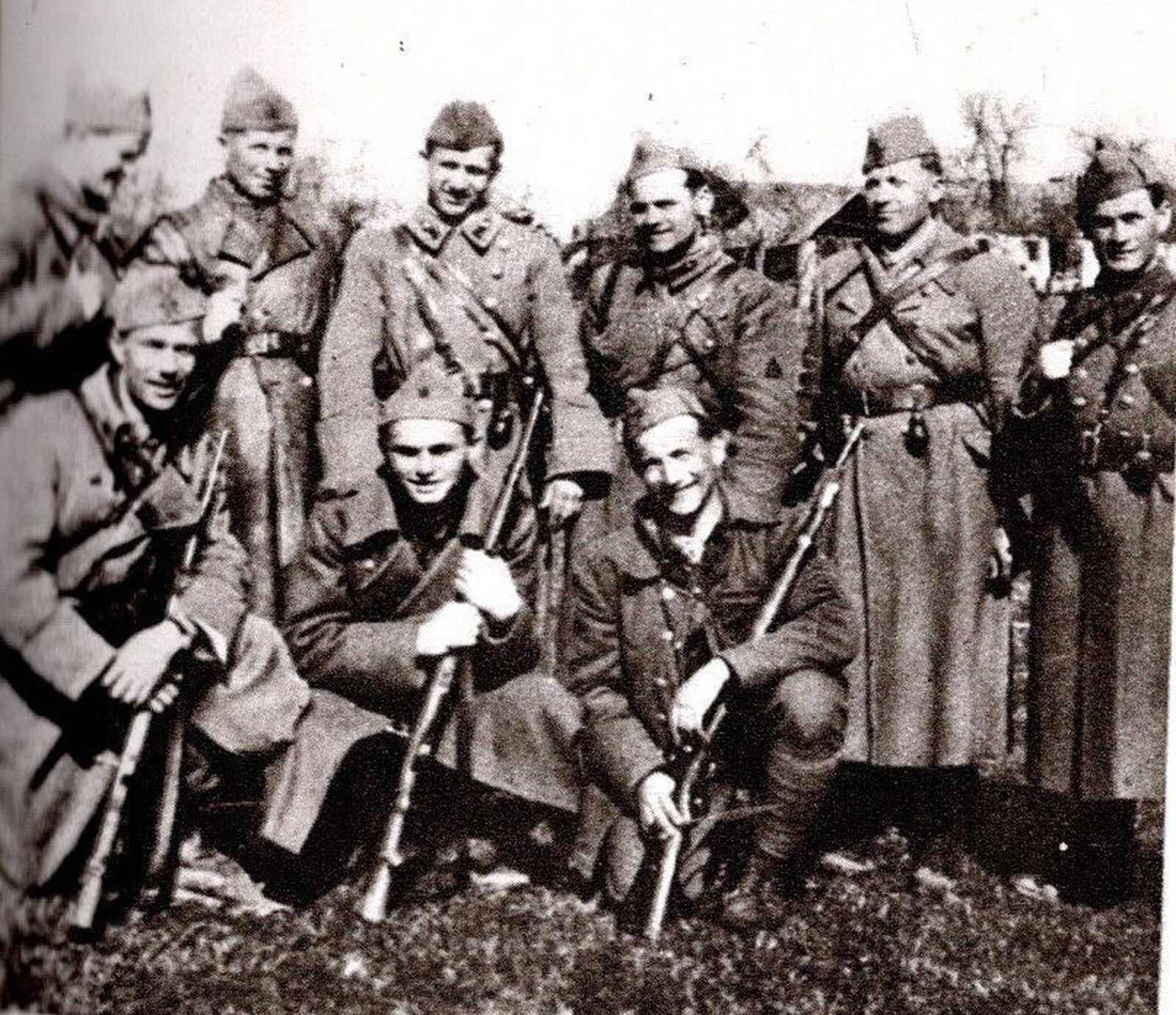
Командир 12-й Славонской дивизии Петар Драпшин, командир 12-й Славонской бригады Иосип Антолович и другие бригадные командиры, 1943 год
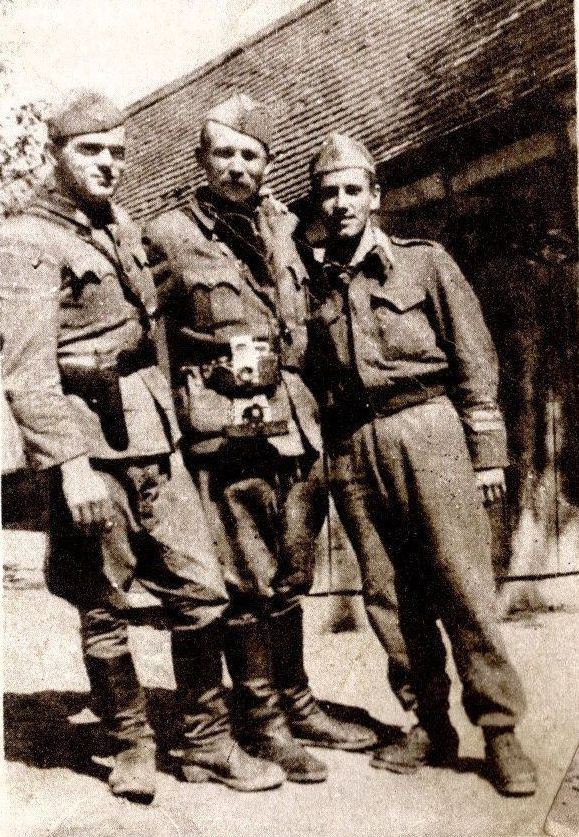
Командир 12-й Славонской дивизии Никола Демоня (слева) с членом политотдела дивизии Иваном Вондрачеком (в центре) и начальником штаба Фране Кофлером, 1944 год
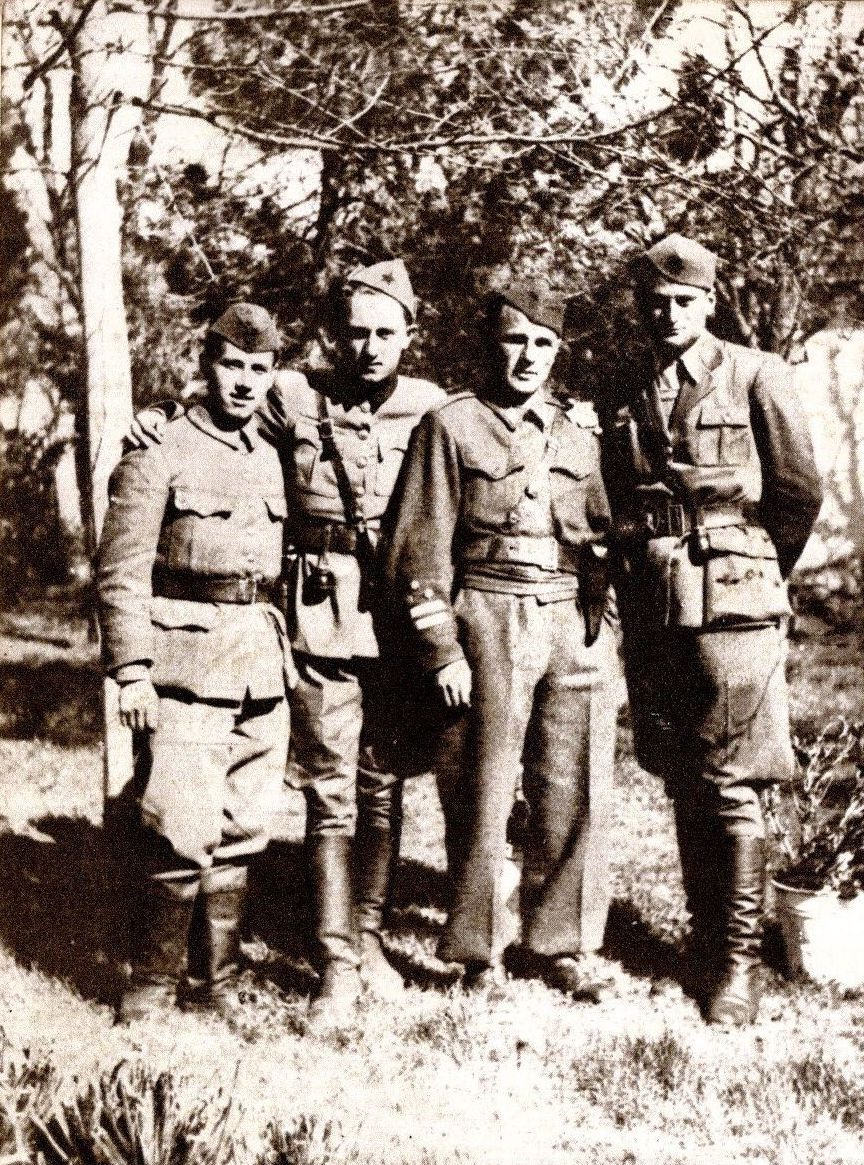
Командир 12-й Славонской дивизии Милан Станивукович (второй справа), начальник штаба дивизии Фране Кофлер (первый слева), политкомиссар дивизии Мирко Булович (второй слева) и заместитель командира дивизии Сава Милянович, 1944 год
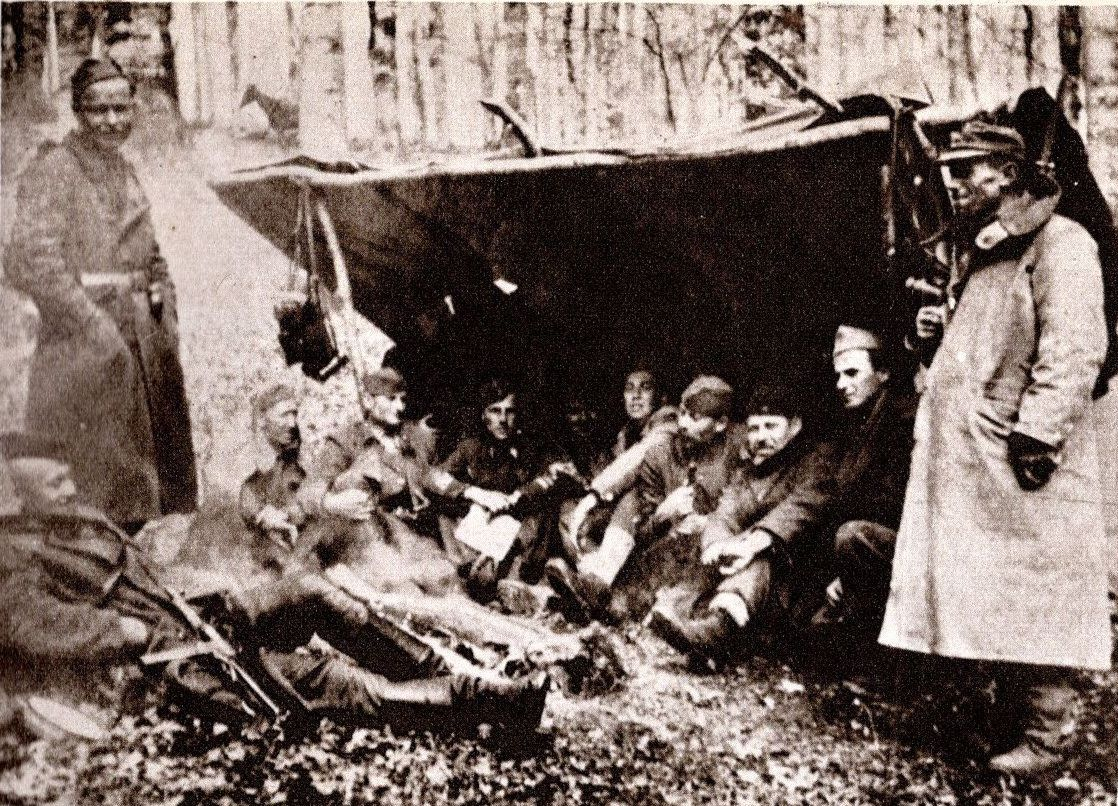
Штаб 12-й Славонской дивизии на Равна-Горе во время  немецкой антипартизанской операции «Буря» (нем. Unternehmen Ungewitter), Славония, 1 мая 1944 года
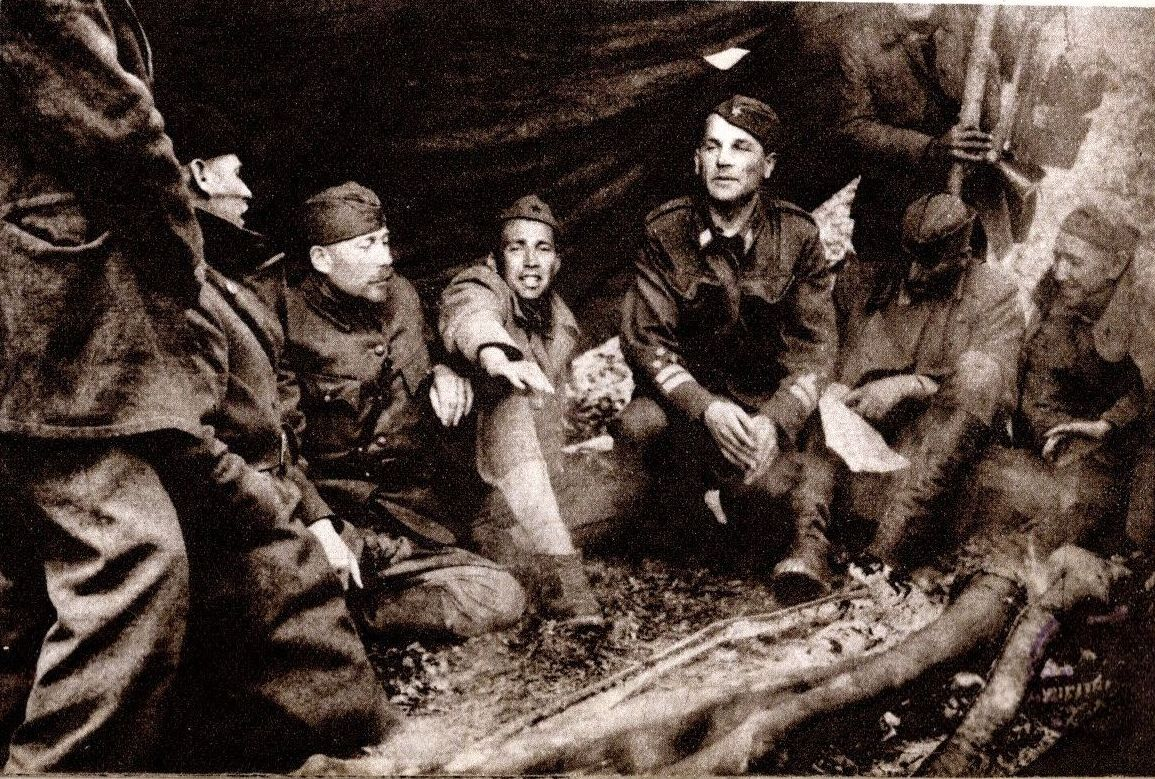
Милан Станивукович с членами штаба 12-й Славонской дивизии во время немецкого наступления в мае 1944 года, Равна-Гора, Славония
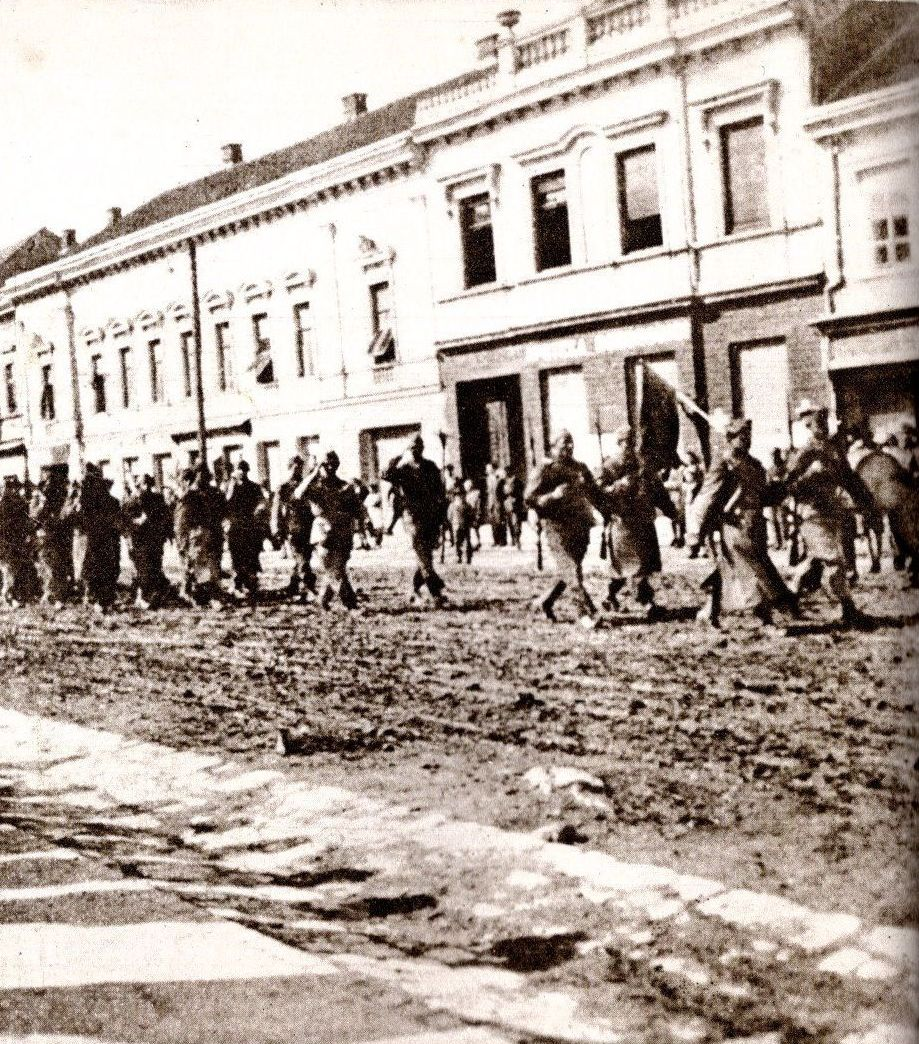
Части 12-й Славонской дивизии в освобождённом Даруваре, 1944 год
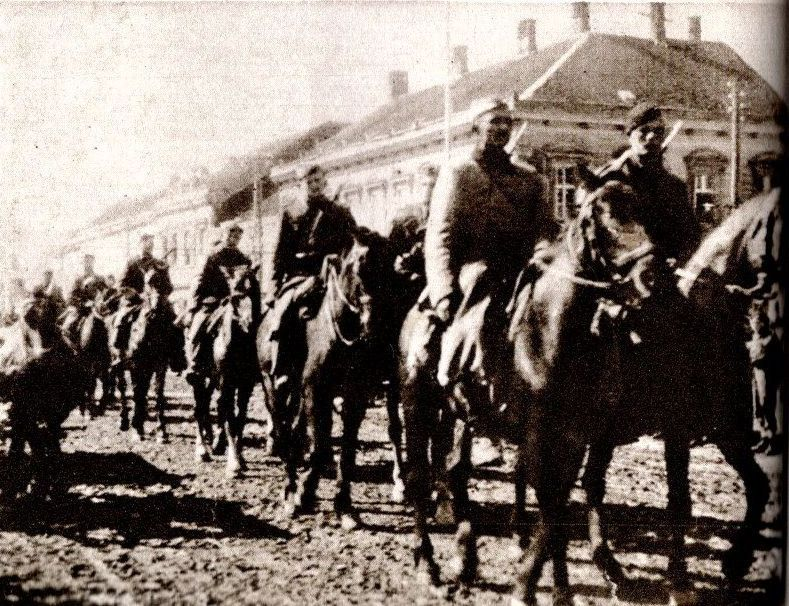
Кавалерийский дивизион 12-й Славонской дивизии в освобождённом Даруваре, 1944 год
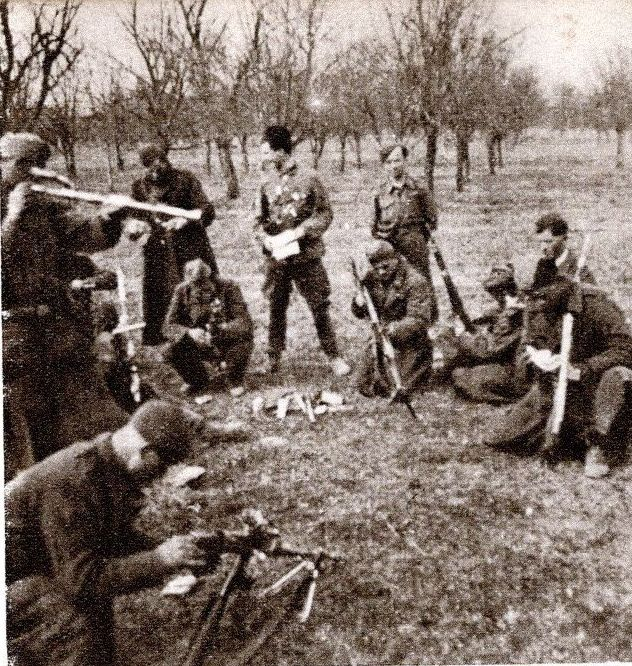
Пулемётчики 12-й Славонской дивизии чистят оружие, 1944 год
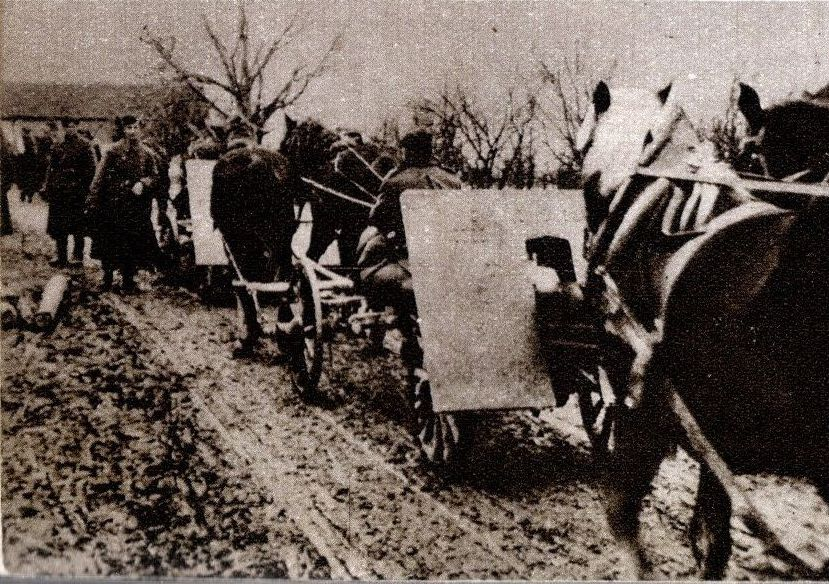
Артиллерия 12-й Славонской дивизии на марше, 1944 год
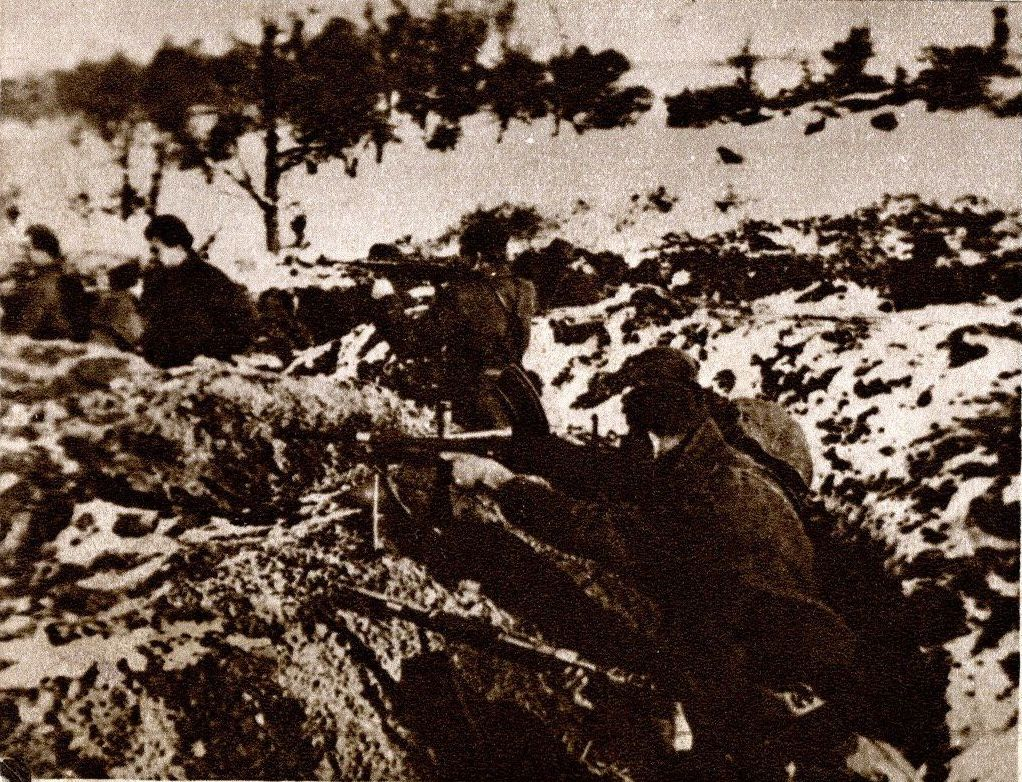
Бойцы 12-й Славонской дивизии на позициях в январе 1945 года
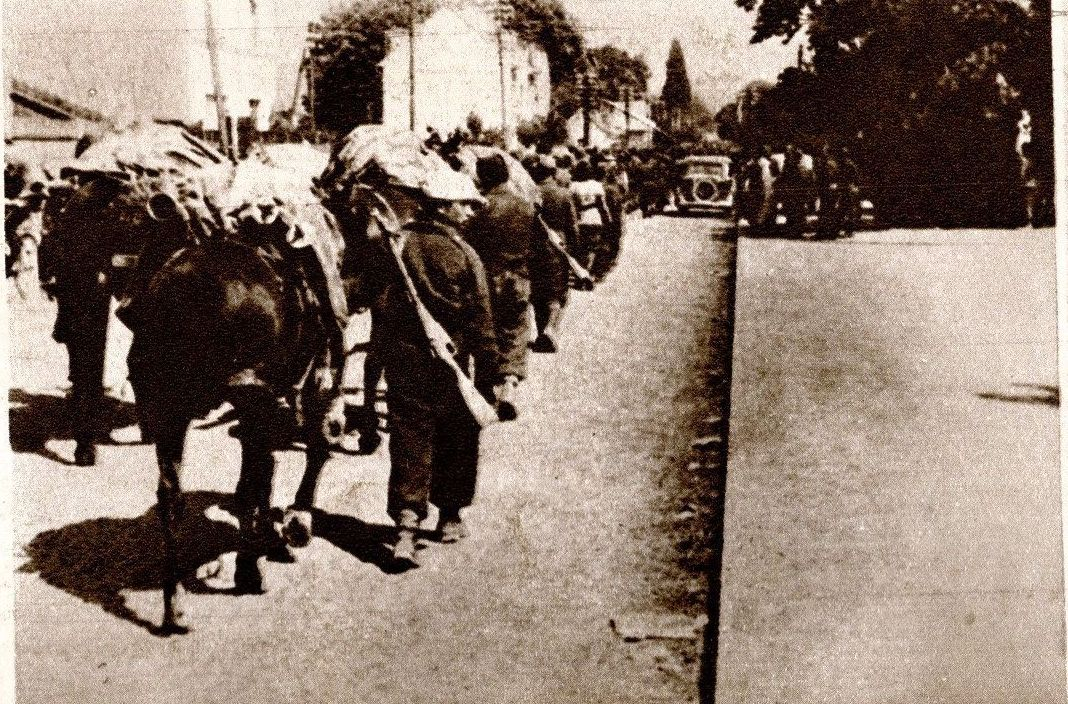
Подразделения 12-й Славонской дивизии на марше через Подравину, 1945
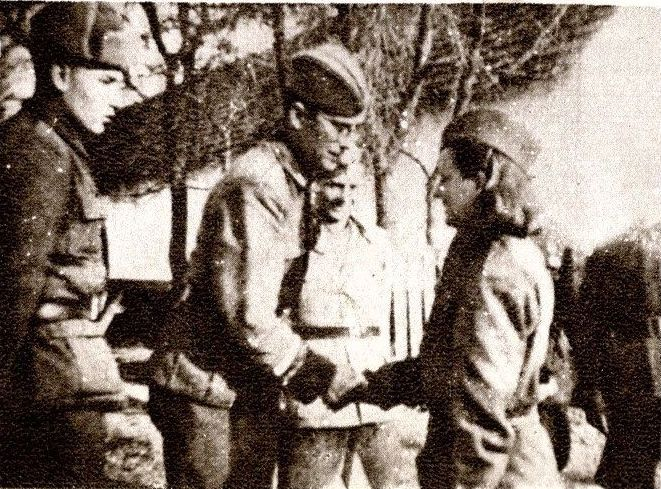
Командир 12-й Славонской дивизии Джуро Дулич[серб.] поздравляет награждённую партизанку, 1945 год
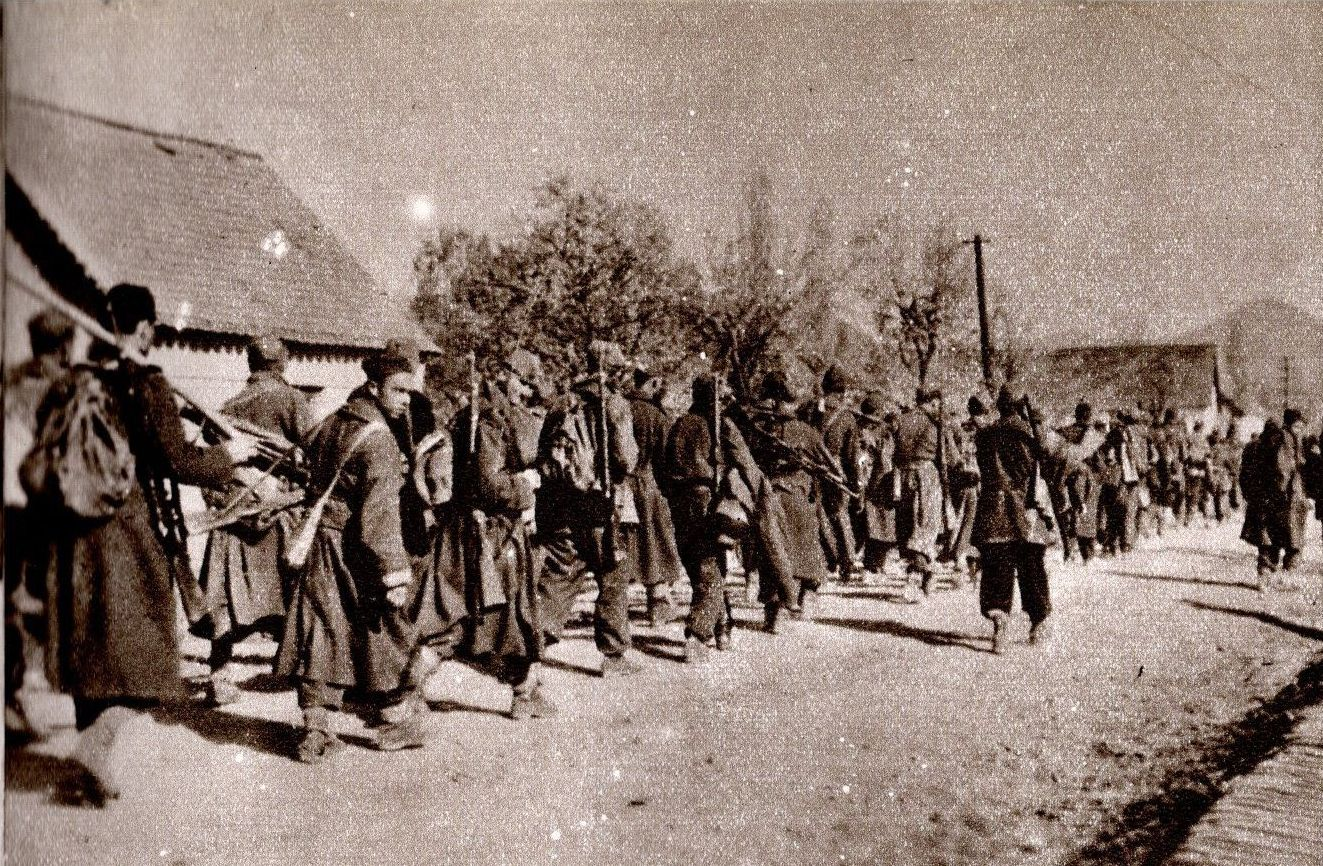
Части 12-й Славонской дивизии на марше через Хорватию, 1945 год
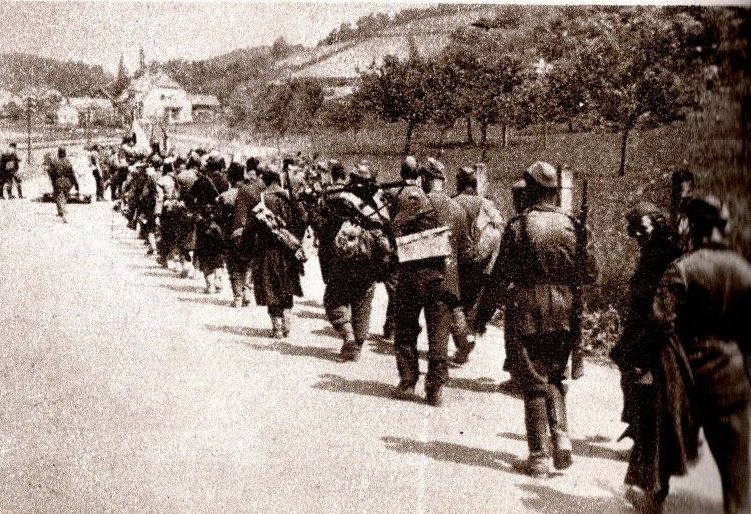
Пересечение подразделениями 12-й Славонской дивизии словенско-хорватской границы в мае 1945 года
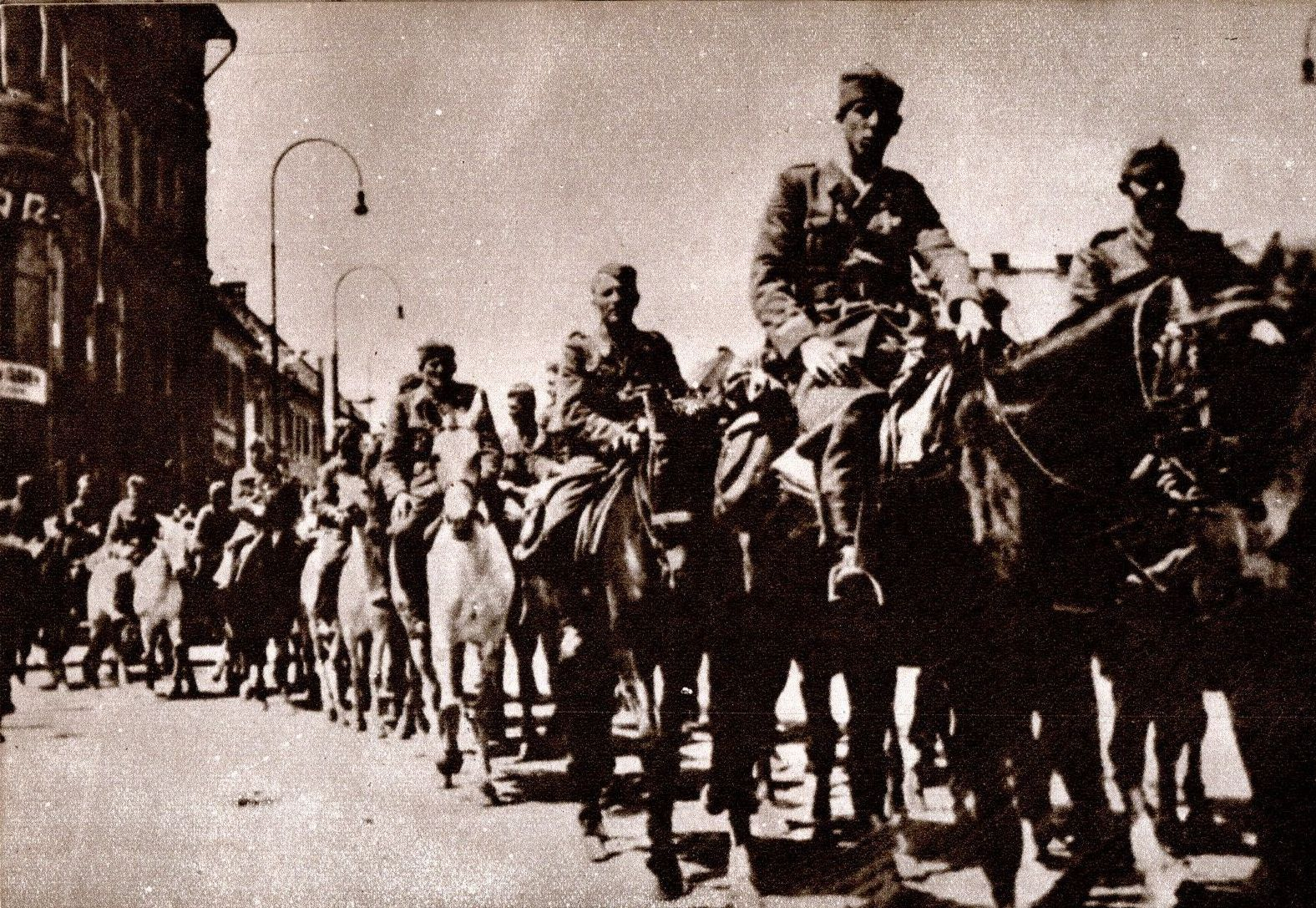
Кавалерийский дивизион 12-й Славонской дивизии проходит через освобождённый Марибор, май 1945 года
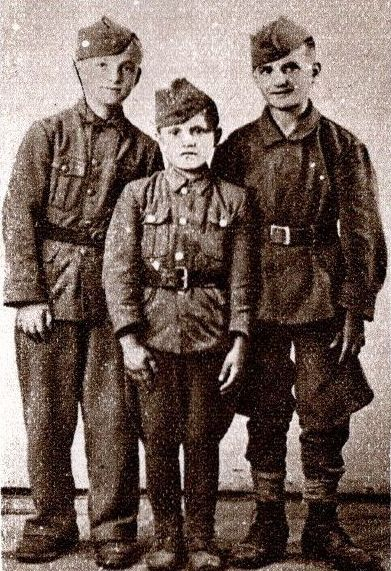
Трое подростков из молодёжной роты 12-й Славонской дивизии